# Chuki
San José  Cantalejo est un nom espagnol. Le premier nom de famille, en général paternel, est San José ; le second, en général maternel, souvent omis, est Cantalejo.
Iván San José Cantalejo, surnommé Chuki et né le 29 avril 2004 à Valladolid en Espagne, est un footballeur espagnol qui évolue au poste de milieu de terrain au Real Valladolid.

## Biographie

### Carrière en club
Né à Valladolid en Castille-et-León, Chuki intègre le centre de formation du Real Valladolid depuis le club de son quartier, le CD Victoria CF. Il fait ses débuts seniors avec l’équipe réserve le 28 août 2021, titularisé lors d’un match nul 1-1 à l’extérieur contre le SD Logroñés en Primera Federación.
Chuki marque son premier but en senior le 20 novembre 2021, égalisant pour l’équipe réserve lors d’un nul 2-2 à domicile contre l’Internacional de Madrid. Le 15 juillet suivant, il prolonge son contrat avec le club jusqu’en 2025.
Il découvre l’équipe première le 1er novembre 2023, entrant en jeu en fin de match à la place de David Torres lors d’une large victoire 5-1 à l’extérieur contre la SCR Peña Deportiva en Coupe du Roi. Le 19 août 2024, il dispute son premier match de Liga en remplaçant Kike Pérez (en) en fin de rencontre, lors d’une victoire 1-0 à domicile face au RCD Espanyol.

### En sélection
Chuki compte deux sélections avec l'équipe d'Espagne des moins de 18 ans, avec laquelle il marque un but le 23 février 2022 contre le Danemark.

## Statistiques

### En club
| Saison                | Club                    | Championnat           | Championnat | Championnat | Championnat | Coupe(s) nationale(s) | Coupe(s) nationale(s) | Coupe(s) nationale(s) | Total | Total | Total |
| Saison                | Club                    | Division              | M.          | B.          | P.d.        | M.                    | B.                    | P.d.                  | M.    | B.    | P.d.  |
| 2021-2022             | Real Valladolid CF rés. | Primera Federación    | 13          | 1           | 1           | -                     | -                     | -                     | 13    | 1     | 1     |
| 2022-2023             | Real Valladolid CF rés. | Segunda Federación    | 28          | 8           | 1           | -                     | -                     | -                     | 28    | 8     | 1     |
| 2023-2024             | Real Valladolid CF rés. | Segunda Federación    | 23          | 6           | 1           | -                     | -                     | -                     | 23    | 6     | 1     |
| Sous-total            | Sous-total              | Sous-total            | 64          | 15          | 3           | -                     | -                     | -                     | 64    | 15    | 3     |
| 2023-2024             | Real Valladolid         | Segunda División      | 0           | 0           | 0           | 1                     | 0                     | 0                     | 1     | 0     | 0     |
| 2024-2025             | Real Valladolid         | Liga                  | 18          | 2           | 0           | 1                     | 0                     | 1                     | 19    | 2     | 1     |
| 2025-2026             | Real Valladolid         | Segunda División      | 1           | 1           | 1           | 0                     | 0                     | 0                     | 1     | 1     | 1     |
| Sous-total            | Sous-total              | Sous-total            | 19          | 3           | 1           | 2                     | 0                     | 1                     | 21    | 3     | 2     |
| Total sur la carrière | Total sur la carrière   | Total sur la carrière | 83          | 18          | 4           | 2                     | 0                     | 1                     | 85    | 18    | 5     |